# إيوان مونتيانو
إيوان مونتيانو (بالرومانية: Ion Munteanu)‏ هو لاعب كرة قدم روماني في مركز الدفاع، ولد في 7 يونيو 1955 في بوخارست في رومانيا، وتوفي بنفس المكان في 24 مارس 2006. شارك مع منتخب رومانيا لكرة القدم. أما مع النوادي، فقد لعب مع ستيودينتيسك بوخارست.

## وصلات خارجية
- إيوان مونتيانو على موقع قاعدة بيانات كرة القدم.إي يو (الإنجليزية)
- إيوان مونتيانو على موقع ناشيونال فوتبول تيمز (الإنجليزية)
- إيوان مونتيانو على موقع عالم كرة القدم.نت (الإنجليزية)